# 吾妻町 (福島県)
吾妻町（あづままち）は福島県信夫郡にあった町。現在の福島市吾妻地区（中心部の西方から吾妻連峰にかけての一帯）にあたる。本項では町制前の名称である吾妻村（あづまむら）についても述べる。

## 地理
- 山：吾妻小富士、家形山
- 河川：荒川、天戸川、須川、松川

## 歴史
- 1956年（昭和31年）9月30日 - 大庭村・野田村・水保村が合併して吾妻村が発足。
- 1962年（昭和37年）11月1日 - 吾妻村が町制施行して吾妻町となる。
- 1968年（昭和43年）10月1日 - 福島市に編入。福島県では、昭和・20世紀最後の市町村合併となった。次の合併は、36年後である。

## 交通

### 鉄道路線
- 日本国有鉄道
  - 奥羽本線（現在の呼称は山形線）
    - 笹木野駅 - 庭坂駅

### 道路
現在は旧町域に東北自動車道の吾妻パーキングエリアが所在し、磐梯吾妻スカイラインが通過するが、当時は未開通。

## 名所・旧跡・観光スポット・祭事・催事
- 高湯温泉
- 信夫温泉
- 微温湯温泉